# 区联派

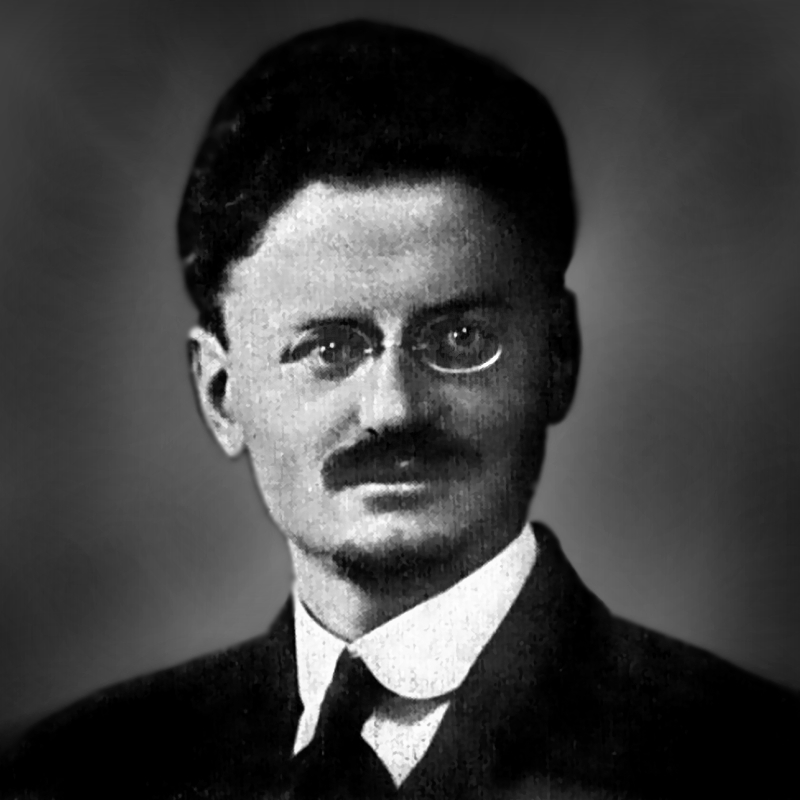
区联派主要领导人列夫·托洛茨基

区联派（俄语：межрайонцы，羅馬化：Mezhraiontsy，意为“社会民主党人跨区联合组织”），是俄国社会民主工党的一个政治派系，成员来自从布尔什维克分裂出去的前进派和布尔什维克调和派以及孟什维克国际主义派。1913年11月，它在彼得格勒成立，最初取名为俄国社会民主工党跨区委员会。1914年底，改名为跨区委员会。后来，又称作俄国社会民主工党（国际主义者）。它主张党内团结，反对党内分裂；政治立场处于孟什维克和布尔什维克之间。俄国二月革命后，它的政治立场逐渐接近布尔什维克，并在1917年8月举行的俄国社会民主工党 (布尔什维克)第六次代表大会上与布尔什维克合并。

## 历史

### 背景
从1903年布尔什维克和孟什维克之间出现最初的分歧开始，俄国社会民主工党就已经沿着政治和民族路线分裂成了许多派别。1912年1月18日在布拉格举行俄国社会民主工党第六届全俄会议，党内占据多数派地位的布尔什维克在列宁领导下驱逐了孟什维克。作为回应，1912年8月，部分孟什维克、列夫·托洛茨基及其追随者、崩得和高加索、拉脱维亚等地其他族裔的派别于1912年8月25日至9月2日在维也纳举行会议，提出建立民主共和国、实行八小时工作制、没收地主土地的口号和策略。称列宁的行为是违规的，并成立了他们自己的俄国社会民主工党领导层，由于其内部分裂，无中央机构，只建立一个组织委员会，即“八月同盟”。在1914年2月自行瓦解。
由于其派别的发展，到1912年底，俄罗斯帝国首都圣彼得堡已经有两个独立的社会民主党组织。布尔什维克有他们的“俄国社会民主工党（布尔什维克）圣彼得堡委员会”，“八月同盟”的支持者有他们的“俄国社会民主党倡议小组”。一些圣彼得堡的社会民主党人对这种分裂感到不满，并建立了一个替代组织，他们希望最终能将俄国所有分裂的革命社会民主党人联合起来。他们中唯一例外的是那些以牺牲革命活动为代价，专注于合法形式的反对派活动的孟什维克派。

### 区联派的形成
1913年世界大战已经迫在眉睫，第二国际由于各党持民族主义立场而趋于分崩离析。俄国国内的四名党员康斯坦丁·尤列涅夫、诺沃谢洛夫（А.Новоселов，布尔什维克）和阿达莫维奇（Е.Адамович，布尔什维克，女性）以及孟什维克的前国家杜马议员尼古拉·马克西莫维奇·叶戈罗夫，于1913年11月成立区联派，在圣彼得堡活动。区联派的组织建设工作也获得了其他派别的帮助，包括但不限于布尔什维克和孟什维克。成立初期的区联派在工人中很快就以良好的作风赢得了不错的口碑；到1914年7月第一次世界大战爆发前已经有超过1000名工人成员。1917年5月之前，尤列涅夫一直是该组织的非正式领导人。

### 战争期间的成长
1914年7月至8月，第一次世界大战爆发，社会民主工党内的各派别路线在支持战争的问题上发生了急剧的变化。支持战争的人被称为“护国派”，反对战争的人被称为“国际主义者”。区联派的大多数成员，以及列宁所领导的布尔什维克和部分孟什维克，都采取了反战的国际主义立场；在之后区联派少数护国派退出或被开除。 
区联派的国际主义反战立场和反对沙皇专制政权，也引起了沙俄秘密警察的警惕，把区联派定性为“从布尔什维克分裂出来的分支”、“布尔什维克中反对列宁的那部分人”，其成员60%来自布尔什维克，剩下40%为工人出身的孟什维克。1914年底大逮捕后，仅剩下300-350人，其中只有一半左右的成员有能力为组织缴纳活动经费。到了1915年2月上旬，彼得格勒的秘密警察保卫局着手准备彻底消灭区联派；大逮捕后，仅有60-80名成员没有被羁押，区联派主要领导人尤列涅夫也在1915年2月至1916年2月之间的一年时间里，因“涉嫌颠覆活动”而入狱。此后，区联派从一个圣彼得堡的松散的普通工人社团转为当地的工人地下秘密组织。由于人民对战争越来越失望，以及区联派不断扩大自身影响力；到1916年底，已升至400-500名成员。 

### 1917年革命
革命期间，区联派成员在彼得格勒非常活跃，他们成功占领了一家印刷厂，并于2月27日（旧历）出版了第一份呼吁武装起义的传单。在彼得格勒苏维埃成立后，区联派在其主席团中获得了一个席位，而全国性的社会主义政党，如布尔什维克、孟什维克和社会革命党，则获得了两个席位。
尽管区联派的最初目标是将所有布尔什维克派和孟什维克派团结在一个党内，但事实证明在俄国参战问题上的分歧太深。1917年4月12日，区联派拒绝参加孟什维克发起的统一会议，因为会议将由孟什维克的护国派主导。从那时起，他们的立场开始与布尔什维克的立场趋于一致，在列宁从国外回来后，布尔什维克的立场变得更加激进。

### 与布尔什维克合并
1917年4月至6月，大批反战的社会民主党人从欧洲回国，区联派是他们首选加入的组织。当时托洛茨基、越飞、阿纳托利·卢那察尔斯基、乌里茨基、达维德·鲍里索维奇·梁赞诺夫、弗拉基米罗夫、沃洛达尔斯基、列夫·米哈伊洛維奇·加拉罕、德米特里·扎哈罗维奇·曼努伊尔斯基等著名的社会民主党人加入了该组织。这使得区联派从圣彼得堡的普通工人政治组织转变为著名知识分子主导的政治派别。在1917年5月至6月的彼得格勒区议会选举中，区联派和布尔什维克组成了一个联盟。
这时候由于托洛茨基完全赞同列宁的《四月提纲》，区联派与布尔什维克的政治观点一致，仅有组织上的细微差别。 由于立场相似，如索科利尼科夫、安东诺夫-奥弗申柯等人回国后就直接加入了布尔什维克。
由于我默默同意了列宁，所以，从自己方面来说我就不去强行推动事件的自然发展了。政策是共同的。从我到达后的第一天起，我就在工人和士兵的集会上说“我们布尔什维克和国际主义者”，而由于经常重复“和”这个联词只会使发言造成困难，所以我很快就简化成这样的说法：“我们布尔什维克—国际主义者。”这样一来政治上的联合就走在组织上联合的前面了。——列夫·托洛茨基，《论列宁》
1917年8月8日至16日俄国社会民主工党第六次代表大会，接纳了区联派（约4000人）并入布尔什维克。党的第六次代表大会期间，区联派声明，他们在一切方面赞同布尔什维克，并请求接受他们入党。大会满足了他们的请求。在此次大会上，两个国际主义派团体组成了一个正式独立于孟什维克的政党。许多前区联派成员在之后的十月革命和随后的俄国内战中发挥了重要而积极的作用。
区联派出版了自己的刊物《前进》。1915年非法出版了一期，1917年恢复出版，从6月到8月作为联合社会民主党人（国际主义者）圣彼得堡区际委员会的机关报合法出版。共出版了8期。党的第六次代表大会后，编辑部发生了变化，第9期杂志作为社会民主党中央委员会（布尔什维克）的机关报出版。1917年9月根据中央委员会的决定停刊。